# Pertusaria depressa
Pertusaria depressa är en lavart som först beskrevs av Fée, och fick sitt nu gällande namn av Mont. & Bosch. Pertusaria depressa ingår i släktet Pertusaria och familjen Pertusariaceae.   Inga underarter finns listade i Catalogue of Life.